# Mouvement national algérien (parti)
Cet article concerne l'organisation politico-militaire de Messali Hadj créée pendant la guerre d'Algérie. Pour l'histoire du mouvement national algérien, voir Mouvement national algérien.
Pour les articles homonymes, voir Mouvement national.
Le Mouvement national algérien (MNA) (arabe : الحركة الوطنية الجزائرية) est un parti politique créé par Messali Hadj à la suite du déclenchement de la guerre d'Algérie le 1er novembre 1954.

## Histoire
À la suite de la dissolution par les pouvoirs publics du Mouvement pour le triomphe des libertés démocratiques (MTLD) le 5 novembre 1954, les anciens dirigeants du mouvement rebaptisèrent ce dernier Mouvement national algérien (MNA).
Concernant la date de la création du MNA, les avis divergent. Mohamed Teguia, dans son ouvrage L'Algérie en guerre, la situe vers le 6 novembre 1954 alors que la fille de Messali Hadj et sa secrétaire Djanina Messali Benkelfat parlent plutôt du 9 ou du 10 novembre[réf. nécessaire]. La rivalité avec le FLN est immédiate et ce dernier n'aura le dessus, selon Benjamin Stora, dans Le mystère de Gaulle, qu'en 1959.
Le MNA condamne l'insurrection armée du 1er novembre 1954 menée par le FLN.

### En France métropolitaine
Le mouvement eut le plus de soutien parmi les Algériens vivant en France métropolitaine, où Messali résidait, et exerça une influence considérable sur les syndicats algériens dans le pays[réf. nécessaire].

### Lutte d'influence avec le FLN
La branche armée du FLN, l'Armée de libération nationale (ALN), tenta très vite de détruire les capacités du MNA à la guérilla en Algérie. L'ALN tiendra tête à l'armée nationale du peuple algérien (ANPA) bras armé du MNA.
Le MNA et le FLN s'affrontèrent pour prendre le contrôle en France des nationalistes algériens, dans les « guerres de cafés ». Elles causèrent, selon les chiffres officiels des autorités françaises, entre le 1er janvier 1956 et le 23 janvier 1962, 10 223 victimes (dont 3 957 tués),. Le FLN réussit à prendre progressivement le contrôle de la population algérienne en France, le MNA perdant notamment le contrôle des étudiants et des intellectuels algériens vivant en France, ainsi que la bataille des médias.